# Governo Sturgeon I
Il Governo Sturgeon I fu l'esecutivo scozzese formato a seguito delle dimissioni di Alex Salmond avvenute il 19 novembre 2014.
Entrò in carica il 20 novembre 2014 e lo rimase fino alle elezioni del 2016.

## Composizione
| Ministro (Segretario di gabinetto)                         | Nome | Nome                | Partito | Segretario di Stato (Junior Minister) | Partito |
| ---------------------------------------------------------- | ---- | ------------------- | ------- | ------------------------------------- | ------- |
| Primo ministro                                             |      | Nicola Sturgeon     | SNP     |                                       | SNP     |
| Vice primo ministro Finanze, Costituzione ed economia      |      | John Swinney        | SNP     | Fergus Ewing Joe FitzPatrick          | SNP     |
| Infrastrutture, investimenti e sviluppo urbano             |      | Keith Brown         | SNP     | Derek Mackay                          | SNP     |
| Lavoro, competenze e formazione equa                       |      | Roseanna Cunningham | SNP     | Annabelle Ewing                       | SNP     |
| Istruzione e apprendimento permanente                      |      | Angela Constance    | SNP     | Aileen Campbell Alasdair Allan        | SNP     |
| Salute, benessere e sport                                  |      | Shona Robison       | SNP     | Maureen Watt Jamie Hepburn            | SNP     |
| Giustizia sociale, governo locale e diritti dei pensionati |      | Alex Neil           | SNP     | Marco Biagi Margaret Burgess          | SNP     |
| Giustizia                                                  |      | Michael Matheson    | SNP     | Paul Wheelhouse                       | SNP     |
| Affari rurali, alimentazione e ambiente                    |      | Richard Lochhead    | SNP     | Aileen McLeod                         | SNP     |
| Cultura, Europa e relazioni esterne                        |      | Fiona Hyslop        | SNP     | Humza Yousaf                          | SNP     |

## Situazione parlamentare
| Camera              | Collocazione | Partiti                                                              | Seggi    |
| ------------------- | ------------ | -------------------------------------------------------------------- | -------- |
| Parlamento scozzese | Maggioranza  | Partito Nazionale Scozzese (64)                                      | 64 / 129 |
| Parlamento scozzese | Opposizione  | Laburisti (38), Conservatori (15), Lib Dem (5), Verdi (2), altri (4) | 65 / 129 |